# Mazouau
Mazouau é uma comuna francesa na região administrativa de Occitânia, no departamento dos Altos Pirenéus. Estende-se por uma área de 1,4 km². Em 2010 a comuna tinha 19 habitantes (densidade: 13,6 hab./km²).